# فيليب خان
فيليب خان (بالفرنسية: Philippe Kahn) (ولد في 16 مارس 1952) هو مخترع تكنولوجي ورجل أعمال ومؤسس أربع شركات تكنولوجية هي: بورلاند، ستارفيش سوفتوير، لايتسورف، فولباور تكنولوجيس. وينسب له اختراع كاميرا الهاتف المحمول.

## النشأة والتعليم
نشأ خان في باريس، فرنسا لأبوين يهوديين. درس خان الرياضيات في المعهد الفدرالي السويسري للتكنولوجيا في زيورخ. حصل على درجة الماجستير في الرياضيات. كما حصل على درجة الماجستير في علم الموسيقى والعزف على الفلوت من المعهد الموسيقي في زيورخ.

## مسيرته التكنولوجية

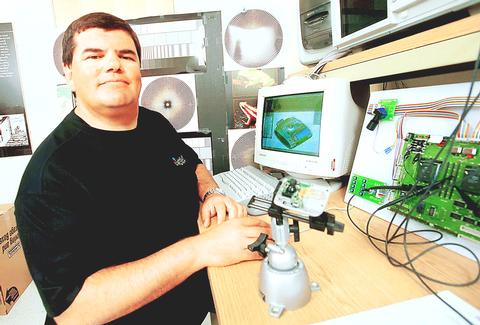
فيليب خان وهو يعمل على أول هاتف مزود بكاميرا

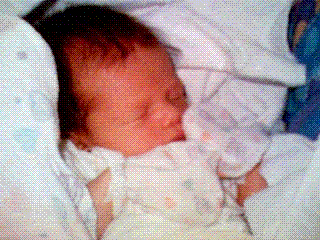
صورة إلتقطها فيليب خان بعد ولادة إبنته

أسس خان أربع شركات تكنولوجية: فولباور تكنولوجيس أسسها في عام 2003، لايتسورف تكنولوجيس في عام 1998، ستارفيش سوفتوير في عام 1994، وشركة بورلاند في عام 1982.

### بورلاند (1982–1994)
شغل خان منصب الرئيس التنفيذي لشركة بورلاند من عام 1982 إلى عام 1994، حيث كانت بورلاند حينها منافسا قويا لمايكروسوفت وكانت تنتج مترجمات لغات البرمجة وأدوات تطوير البرمجيات.
أول منتج لها كان توربو باسكال وبيع بسعر 49.95$ في الوقت الذي كانت تكلف أدوات البرمجة مئات أو آلاف الدولارات.
في يناير 1995 حصل خلاف بين خان ومجلس إدارة شركة بورلاند حول كيفية تركيز الشركة، وأُجبر خان على الاستقالة من منصبه كرئيس تنفيذي للشركة.

### ستارفيش سوفتوير (1994–1998)
تأسست شركة ستارفيش سوفتوير في عام 1994 من قبل فيليب خان. وفي عام 1998 إشترتها شركة موتورولا بقيمة 325 مليون دولار.

### لايتسورف تكنولوجيس (1997–2005)
أسس خان شركة لايتسورف في عام 1998 بعد فترة وجيزة من اختراعه لأول كاميرا للهاتف المحمول في عام 1997. في عام 2005 بيعت الشركة لشركة فيري ساين مقابل مبلغ 300 مليون دولار.

## حياته الشخصية
خان متزوج من صوفيا لي وأنجب منها طفلة، ولديه ثلاثة أطفال آخرين من زواج سابق.